# صحراء (فلم)
صحراء (بالإسبانية: Desierto) هو فيلم دراما وإثارة تم انتاجه في فرنسا والمكسيك وصدر سنة 2015، من بطولة غايل غارسيا برنال وجيفري دين مورغان.

## القصة
مجموعة من الرجال والنساء القادمين من المكسيك، والذين يحاولون التسلّل عبر الحدود المكسيكية الأمريكية سعيًا وراء البحث عن حياة أفضل في الولايات المتحدة الأمريكية، لكنهم يقعون فريسة لرجل عنصري يقوم بتصيّدهم ببندقيته.

## الميزانية والإيرادات
كلف الفيلم ميزانية تقدر بـ 3 مليون دولار أمريكي وحقّق أرباحًا تقدر بـ 4.9 مليون دولار أمريكي.

## روابط خارجية
- صحراء على موقع IMDb (الإنجليزية)
- صحراء على موقع ميتاكريتيك (الإنجليزية)
- صحراء على موقع روتن توميتوز (الإنجليزية)
- صحراء على موقع ألو سيني (الفرنسية)
- صحراء على موقع أول موفي (الإنجليزية)
- صحراء على موقع بوكس أوفيس موجو (الإنجليزية)
- صحراء على موقع فيلمافينيتي (الإسبانية)
- صحراء على موقع قاعدة بيانات الفيلم (الإنجليزية)
- صحراء على موقع ليتربوكسد (الإنجليزية)
- صحراء على موقع كينوبويسك (الروسية)